# Кавета (Оклахома)
Кавета (англ. Coweta) — місто (англ. city) в США, в окрузі Вагонер штату Оклахома. Населення — 9654 особи (2020).

## Географія
Кавета розташована за координатами 35°58′2″ пн. ш. 95°39′21″ зх. д. / 35.96722° пн. ш. 95.65583° зх. д. (35.967106, -95.655823).  За даними Бюро перепису населення США в 2010 році місто мало площу 29,38 км², з яких 29,05 км² — суходіл та 0,33 км² — водойми. В 2017 році площа становила 27,91 км², з яких 27,58 км² — суходіл та 0,33 км² — водойми.

## Демографія
Згідно з переписом 2010 року, у місті мешкали 9943 особи в 3701 домогосподарстві у складі 2760 родин. Густота населення становила 338 осіб/км².  Було 3991 помешкання (136/км²).
Расовий склад населення:
| - 75,1 % — білих - 11,1 % — корінних американців - 3,5 % — чорних або афроамериканців - 0,8 % — азіатів - 0,1 % — вихідців з тихоокеанських островів - 1,5 % — осіб інших рас |

До двох чи більше рас належало 7,9 %. Частка іспаномовних становила 4,1 % від усіх жителів.
За віковим діапазоном населення розподілялося таким чином: 28,8 % — особи молодші 18 років, 60,4 % — особи у віці 18—64 років, 10,8 % — особи у віці 65 років та старші. Медіана віку мешканця становила 33,6 року. На 100 осіб жіночої статі у місті припадало 92,7 чоловіків;  на 100 жінок у віці від 18 років та старших — 88,6 чоловіків також старших 18 років.
Середній дохід на одне домашнє господарство  становив 59 412 долари США (медіана — 52 588), а середній дохід на одну сім'ю — 63 683 долари (медіана — 57 927). Медіана доходів становила 45 590 доларів для чоловіків та 34 536 доларів для жінок. За межею бідності перебувало 13,8 % осіб, у тому числі 17,5 % дітей у віці до 18 років та 13,1 % осіб у віці 65 років та старших.
Цивільне працевлаштоване населення становило 4243 особи. Основні галузі зайнятості: освіта, охорона здоров'я та соціальна допомога — 26,6 %, виробництво — 14,4 %, роздрібна торгівля — 12,4 %.